# Bükkmakkmoly
A bükkmakkmoly (Cydia fagiglandana) a valódi lepkék (Glossata) alrendjébe tartozó sodrómolyfélék (Tortricidae) családjának egyik faja.

## Elterjedése, élőhelye
Egész Európában elterjedt. Tápnövényei, a tölgy és a bükk közelében hazánkban is mindenhol megtalálható.

## Megjelenése
Szürke szárnyát bonyolult fekete rajzolat díszíti. Szárnyfesztávolsága 11–19 mm.

## Életmódja
Évente egy nemzedéke kel ki. A fejlett hernyó telel át – a leggyakrabban a talajban. Tavasszal a talajban vagy korhadt fában bábozódik. A lepkék májustól júliusig repülnek.
Tápnövénye a bükk, ritkábban a tölgy. Gazdasági jelentősége időnként és helyenként nagyon megnőhet: tömegesen támadva a teljes makktermést felfalhatja.